# صالح أفندي
صالح بن إبراهيم بن إسماعيل المعروف في الأعظمية بصالح أفندي، ولد في جزيرة كريت في البحر الأبيض المتوسط عام (1298هـ/1881م)، وتعلم فيها حتى تخرج مهندساً في علم الميكانيك، وقدم إلى بغداد عام 1904م، صحبة الفريق صدقي باشا قائد الفيلق السادس في الجيش العثماني، وعين في بغداد، مراقبا للأعمال العسكرية الميكانيكية، ثم قرر الإقامة فيها، وتزوج من بنت السيد فتاح باشا، وأتفق معه على بناء معمل لصنع الأقمشة والبطانيات في الكاظمية، وهو أول معمل في العراق للأقمشة، وفي عام (1354هـ/1935م) أسس صالح أفندي معملاً للغزل والنسيج بمحلة السفينة في الأعظمية، وكان رجلاً محباً للخير ساعياً في حوائج الناس، ويعرف عنه كثرة الصدقات وبنى مسجداً كبيراً سمي بأسمه (جامع صالح أفندي) في عام 1381هـ/1961م، وأقام عليهِ أوقافاً كثيرة.

## وفاته
توفي صالح أفندي يوم 13 محرم 1382هـ/ 16 حزيران 1962م، ودفن في حجرة خاصة في مسجده.